# Castelo romano dos Namorados
O Castelo dos Namorados foi uma fortificação romana que se situava no território do atual Município de Castro Verde, na região do Baixo Alentejo, em Portugal.

## Descrição e história
Este monumento consiste num antigo castellum, ou pequena fortaleza romana, tendo sido encontrados fragmentos de cerâmica comum, incluindo peças de Terra sigillata, partes de lucernas, e uma fíbula. Num cerro no sentido poente foram descobertos vários materiais de construção romanos, como tégulas e ímbrices, podendo indicar a presença de um habitat do mesmo período.
Foi utilizada durante o período romano, tendo sido abandonada nos finais do século I ou nos principios do século II d.C., e posteriormente reocupada e integrada numa villa situada nas proximidades. Em 1971 e 1980 foram feitos vários trabalhos arqueológicos no local, durante os quais foram descobertos vários vestígios de estruturas. Em 1995 foi feito o levantamento do sítio, no âmbito da Carta Arqueológica de Castro Verde, e em 2016 foi investigado como parte da Carta do Património do Concelho de Castro Verde.